# Freocrossotus maynei
Freocrossotus maynei är en skalbaggsart som beskrevs av Pierre Lepesme och Stefan von Breuning 1956. Freocrossotus maynei ingår i släktet Freocrossotus och familjen långhorningar. Inga underarter finns listade i Catalogue of Life.